# Owl Tower
La Owl Tower (アウルタワー) est un gratte-ciel construit à Tokyo de 2007 à 2011 dans le district de Toshima-ku. Il mesure 189 mètres de hauteur et abrite 610 logements, ainsi que de façon secondaire des bureaux.
La surface de plancher de l'immeuble est de 79 289 m2.
L'immeuble a été conçu par la société Taisei Corporation.